# Uranotaenia anhydor
Uranotaenia anhydor är en tvåvingeart som beskrevs av Dyar 1907. Uranotaenia anhydor ingår i släktet Uranotaenia och familjen stickmyggor. Inga underarter finns listade i Catalogue of Life.